# となりのナースエイド
『となりのナースエイド』は、知念実希人による小説。2023年11月24日に角川文庫より出版された。
星嶺大学医学部附属病院を舞台に新人ナースエイド（看護助手）の桜庭が先輩外科医の竜崎と奮闘する医療サスペンス物語。
続編となる『サーペントの凱旋 となりのナースエイド』がKADOKAWAより2024年12月に刊行。
本作は、先にドラマ化された『祈りのカルテ』で縁ができたプロデューサーの藤森真実よりナースエイドを題材とした小説の執筆を持ちかけられ書き下ろされたものである。
2024年1月10日から3月13日まで日本テレビ系列にてテレビドラマが放送された。

## あらすじ

### となりのナースエイド
星嶺大学医学部附属病院5階病棟に、新人ナースエイドとして配属された主人公の桜庭澪は、半年前の姉の死をきっかけとしてPTSDになり、医療行為を行おうとするとパニック発作が現れて外科医を続けられなくなってしまったが元々4月から外科医として入職予定であった統合外科主任教授の火神郁男の紹介でナースエイドの仕事に就いた。直接的な医療行為はできないが、患者の異変を医師に知らせて、予定していた手術を止めたり、患者に寄り添う優しいナースエイドだった。一方、姉を失った経緯もあり悪事は徹底的に許さない正義感の塊でもあった。

### サーペントの凱旋
竜崎が日本を去ってから3年後、澪は週に数日はナースエイド業務を行うことを条件として外科医として勤務し、オームスのテストオペレータも務めている。
駐日アメリカ大使の親族が乳がんが全身に転移したのをオームス手術と並行して行う開頭手術のために竜崎が帰国した。日本では医師の資格がない竜崎のために、法律上は日本国外となるアメリカ大使館内にオーム手術設備を設置した上で、手術が行われた。翌日、玲香の二人で打ち上げ中、父である火神郁男は軽井沢の別荘で研究をしていたが別荘は最近売却したと聞き、玲香が居酒屋に置き忘れた郁男の遺品の鍵を持ち、軽井沢の別荘へ向かい侵入すると、別荘を買い取ったのは竜崎が依頼した業者で、直ぐ転売してもらったという。遺品であるという鍵で開いた金庫から、火神郁夫が火神細胞とシムネスの関係についてまとめた資料が見つかった。
2週間後、竜崎とともに軽井沢に向かっている途中に、大男とチンピラ風の金髪の男の二人に、これ以上嗅ぎ回るなと警告的な攻撃を受けたが、依頼主を聞き出そうとした直後に大男が狙撃で射殺され、金髪の男は腹部に被弾し瀕死の重傷に。重傷者を見捨てられない澪は竜崎とともに近くの病院へ一時間かけて歩いて重傷者を搬送し、竜崎の執刀によりオペを行ったが、直後に訪ねてきた橘には病院長が口裏を合わせて竜崎をかばった。
その足で東京に戻り、パナアルケミの本社のサーバー室に侵入し、関連データをUSBメモリーにうつして、澪は玲香に協力を要請している最中に竜崎からの連絡で、金髪の男の話では二人組の依頼主はパナアルケミではなく火神玲香だと連絡があり、USBメモリーは玲香により破壊されてしまう。玲香は、3年前にプロジェクトを引き継いだときにパナアルケミからシムネスと火神細胞との関係を聞いていたという。言い合いの最中、猿田から友理奈の腫瘍が再発し、全身に腫瘍がみられると連絡が入り病院に駆けつけると、急速進行性シムネスの症状そのものであった。友理奈をシムネス患者にしてしまった自責の念もありなんとか助けたいと思う玲香だったが、澪はなすすべがないと悟っていた。

## 登場人物

### 主要人物・病院関係
桜庭澪（さくらば みお）
星嶺大学医学部附属病院の新人ナースエイド。
患者に寄り添い、異変や心情を察知して医師に伝えようと奮闘する。
竜崎大河（りゅうざき たいが）
星嶺大学医学部附属病院の統合外科のプラチナ外科医。澪のアパートの隣人で、他にも部屋を借りて独自のトレーニングルームとしている。
天才的な技術を持つが、技術至上主義であり、患者への寄り添いは避けていた。
手術を止めに来た澪の言葉や、隣人として挨拶に来たときの咄嗟に結んだ結び方で、澪が外科医であると判断。
遠藤剛史（えんどう つよし）
元自衛隊員のナースエイド。妻に先立たれたシングルファーザーで小学生の娘がいる。
早乙女若菜（さおとめ わかな）
看護師国家試験に落ちて、ナースエイドに。澪より2か月早く入職。
園田悦子（そのだ えつこ）
附属病院開院当初から勤務するベテランナースエイド。大学生の孫もいる。
定森恵理子（さだもり えりこ）
5階病棟の主任看護師。
火神郁男（ひがみ いくお）
統合外科主任教授。
壺倉（つぼくら）
統合外科医局長。ゴールドの外科医だが手術の腕より事務能力に長けているので医局長の立場にいる。本来は禁止されている患者から謝礼の金銭を受け取る傾向にある。
大垣（おおがき）
ゴールドの中年外科医だったが、澪の言葉を無視し手術を行おうとして患者を死の危険に晒したとして、竜崎がシルバーに降格させた。
桑原（くわばら）
消化器専門のプラチナ外科医。
火神玲香（ひがみ れいか）
火神教授の娘で、ゴールド外科医。竜崎の後輩に当たるが、竜崎は尊敬する先輩であり恋愛感情はもっていない。

### 病院の患者
木下花江（きのした はなえ）
70代の食道がん患者。手術前から腰の痛みを訴えていた。胸腔鏡手術予定であったが、大動脈解離が見つかり開胸手術とし、大動脈解離と食道がんの手術を続けて行った。
加賀野すみれ・百合（かがのすみれ・ゆり）
胸部が結合している双生児で分離手術のために入院の女子高生。
笹原遥未（ささはら はるみ）
膠芽腫で、覚醒下開頭頭蓋内腫瘍摘出術で、言語療法士と澪と会話しながら手術に営む。
術後に無意識の時に聞いていた病室の隣りにあるナースエイド控室での会話を話す。
玉野小夜子（たまの さよこ）
羽ばたき園に入園している小学生。熱性けいれんで附属病院に救急搬送された。
幼少期に父母が離婚し、父親に引き取られたものの2年前に交通事故死し、母親が経済的理由で育児放棄しているので入園した。

### その他
桜庭唯（さくらば ゆい）
澪の姉で新聞記者。高校時代に白血病の治療をしておりシムネス発症。澪が数ヶ月延命のため強く手術を勧めて大腸摘出し人工肛門を造設したが、人工肛門のパッチがずれた場合取材先に迷惑がかかるからと、上司の無理解で取材へ行くのをやめさせられた。再入院中に病院の屋上から転落死。当初は自殺とされていたため、澪は自分が無理に手術を勧めたからだと悔やんでいた。
橘信也（たちばな しんや）
唯の交際相手で、新宿署刑事。
辰巳浩二 （たつみ こうじ）
半グレ集団や麻薬ビジネスのボス。唯が生前追っていた検事総長収賄事件の重要人物かつ指名手配で逃亡中。
愛人に産ませた子への病院外での生体肝移植手術を竜崎に依頼。澪は逃亡のための顔の形成手術だと思い込み、竜崎の手術を止めようとしていた。
辰巳から肝臓の摘出は奥多摩の洋館で、子への移植は麻布十番の病院で行われ、直後に辰巳は逮捕された。
玉野早苗（たまの さなえ）
小夜子の母で、信仰心から小夜子の手術を拒否した。
聖瀧院光樹（せいりゅういんこうき）
宗教法人オーラの御心教祖。

### サーペントの凱旋
竜崎大河（りゅうざき たいが）
アメリカを拠点に裏の世界で手術をこなすうちに、サーペントと呼ばれるようになったが本人は嫌っている。
桜庭澪（さくらば みお）
週に3回の半日程度の時間でナースエイド業務をすることを条件に外科医として勤務し、オームスのテストオペレーターもこなす。周囲はナースエイド業務を減らして外科医やテストオペレーターに集中させようとするが、本人はナースエイド業務を最優先させたいと考える。3年前のナースエイドの同僚は、早乙女若菜は看護師国家試験に合格しオペナースに、遠藤剛史は自衛隊時代の同期に誘われ運送会社の共同経営者に、園田悦子は豊富な経験を買われ専門学校講師に引き抜かれ、いずれもナースエイドの現場からは去っていた。
火神玲香（ひがみ れいか）
火神郁男の娘。郁男の死後、医局と病院を辞めて、オームス開発のパナアルケミに就職したが、オームス設備は病院に設置してあるため週に2～3回は病院に出入りしている。
愛川萌香（あいかわ もえか）
パナアルケミの若手研究員で、澪のアシスタントとして派遣されている。垢抜けない上京したての大学生のような外観でメガネがトレードマーク。
三枝友理奈（さいぐさ ゆりな）
シムネス患者で13歳。8年前に小児白血病の治療後に火神細胞による万能免疫細胞療法を追加で行い、シムネス患者となった。その火神細胞による治療を勧めたのが、当時小児科で初期臨床研修中であった火神玲香であった。
猿田（さるた）
恰幅の良い中年男性で、火神郁男が若い頃世話になったという人物の息子というコネで医局に入ったものの、手術の腕はイマイチだったため自ら希望して3年前までは関連病院に出向していたが、医局内外とのコミュニケーション能力が高く、新任の教授が関連病院から呼び戻して統合外科医局長の座にいるが、澪とは犬猿の仲である。
橘信也（たちばな しんや）
唯の交際相手で、新宿署刑事。竜崎が帰国してから、竜崎が日本国内で手術するのではと常に見張っている。

## 用語
統合外科
星嶺大学医学部統合外科医局。医局長は壺倉、主任教授は火神。医局員は年功序列ではなく手術の腕でプラチナ、ゴールド、シルバーにランク付けされており、プラチナはゴールドをシルバーへ降格できる権限を持つ。プラチナは手術専門で、病棟担当や患者および患者家族への説明はゴールドが担当する。
シムネス（全身性多発性悪性新生物症候群）
がん細胞にシムネスウイルスが感染することが原因と考えられる本作品内の疾患、あらゆる臓器に同時多発的に悪性腫瘍が生じる奇病。シムネス発症者は、いずれも発症の数年前にがんを患っていた。患者数は全国でも年間数十例程度。
シエラレオネ
西アフリカの小国で、首都から車で6時間ほどの小さい村でシムネス患者が発見された。竜崎は何度か調査で滞在していた。
急速進行性シムネス
バイオコンピュータ内蔵の新火神細胞が癌化したもので手術などで腫瘍が除去されると自己防衛機能により急速に増殖し常識ハズレの速度で腫瘍が増大する。オームス手術で用いられる新火神細胞とシムネスが融合して一時的に腫瘍が消えたように見える。新火神細胞の自動集合プログラムによってシムネスが暴走状態になると血流を逆上り心臓へ集まり腫瘍で心臓を破裂しようとする機能がある。新火神細胞には自己破壊プログラムも組み込まれている。
パナアルケミ
火神細胞とその補助薬品でメガファーマに急成長した世界的な製薬会社。火神細胞などの特許が切れ収益が悪くなる前に次期主力商品となるオームス実用化を急ぐため、桜庭澪をテストオペレーターにせざるを得なかった。

## 書誌情報
- 知念実希人
  - 『となりのナースエイド』 2023年11月24日発売、角川文庫、ISBN 978-4-04-114311-7
  - 『サーペントの凱旋 となりのナースエイド』KADOKAWA、2024年12月2日。ISBN 978-4-04-115130-3。

## テレビドラマ
2024年1月10日から3月13日まで日本テレビ系「水曜ドラマ」枠で放送された
。主演は本作が民放GP帯の連続ドラマ初主演となる川栄李奈。本作は、1991年10月から32年半に亘って放送してきた「水曜ドラマ」（第2期）の最終作品となった。
2025年1月11日にスペシャルドラマ「となりのナースエイド SP 2025」が放送された。

### キャスト

#### 主要人物
桜庭澪（さくらば みお）〈29〉→〈30〉
演 - 川栄李奈
星嶺医科大学附属病院に勤務する新人ナースエイド。前向きバカである。半年前までは優秀な外科医で火神教授からスカウトされていた。シムネスという病気で姉が亡くなり、その影響で医療行為が出来なくなってしまいPTSDになってしまう。姉が亡くなった理由を大河と調べていくが、その問題が澪だけの問題ではなく星嶺医大全体の問題であることがわかっていく。オームスの適用試験を受けた際には、天才外科医と言われている大河でも15分で限界だったが澪は1時間以上も耐えていて、体に対する影響も少なく、オームスのオペレーターに1番近い存在となった。姉の死の真相がわかったあとは外科医に戻りオームスのオペレーターとナースエイドの仕事を両立している。
竜崎大河（りゅうざき たいが）〈29〉
演 - 高杉真宙
星嶺医科大学附属病院の統合外科に勤務する天才外科医で周囲から信頼されている。
寮で澪の隣の部屋に住んでいる。新しい学校のリーダーズの大ファン。酒はあまり飲めない。孤児であり、中学生の頃から育った羽ばたき園に大金を寄付している。

#### 星嶺医科大学附属病院・統合外科
片岡晴美（かたおか はるみ）〈45〉
演 - 水野美紀
ナースエイド。経験豊富で、皆をまとめあげられる頼もしい存在。子持ちの母。離婚が成立して石川晴美となる（SP 2025）。
菊池相馬（きくち そうま）〈28〉
演 - 矢本悠馬
ナースエイド。大人しめで口数が少ない。陰キャ。
小野夏芽（おの なつめ）〈32〉
演 - 吉住
ナースエイド。トゲのある言動をするところがある。
火神郁男（ひがみ いくお）〈57〉
演 - 古田新太
教授。次期ノーベル賞候補と目されている。
猿田弥彦（さるた やひこ）〈46〉
演 - 小手伸也
外科医。いい歳をして澪と大河を目の敵にしており、澪には横柄な態度で嫌味を言い、大河には慇懃無礼な態度を示す。
火神玲香（ひがみ れいか）〈32〉
演 - 瀧本美織（第4話 - ）
総合外科医。火神の娘。才色兼備であり、昔竜崎に告白して振られたという過去がある。
中山明菜（なかやま あきな）〈25〉
演 - 織田梨沙
看護師。ナースエイドのことを下に見ており、猿田と共に自分より年上である澪を蔑む。
五十嵐ちえみ〈23〉
演 - あかせあかり
看護師。明菜の後輩。猿田、明菜と共に澪を蔑む。
上野奈々
演 - 大藤由佳
チーフオペ看護師。
峰岸虎徹
演 - 千葉雄大（2025 SP）
大河が不在の間、新たに澪とバディを組む天才外科医。
碓氷百合
演 - 渡辺真起子（2025 SP）
火神の後任の統合外科部長。

#### その他
桜庭唯（さくらば ゆい）
演 - 成海璃子
澪の姉。新聞記者だったが「シムネス」に罹患し、延命治療のため手術を受けるも半年前、雨の日に命を落とした。
自殺とみなされていたが、他殺である可能性がでてきた。生前、星嶺医大について調べていた。
橘信也（たちばな しんや）
演 - 上杉柊平
唯の元恋人。新宿南警察署の刑事課に所属する刑事。唯が自殺ではなく他殺ではないかと疑い、独自で調べている。

#### ゲスト

##### 第1話
早乙女寛治（さおとめ かんじ）
演 - 梶原善（第2話・第6話）
竜崎の担当患者。ステージ2の肺癌で脱走の常習犯。妻が作ったメンチカツの味が違うと訴える。
早乙女美恵子（さおとめ みえこ）
演 - 中島亜梨沙（第2話・第3話・第6話）
寛治の妻。料理屋「乙女」の女将だが、治療費のために夫に内緒でアルバイトを掛け持ちしていた。
患者
演 - 松本海希
腰痛を訴える患者。診療待ちの受付で、いつもと違う腰の痛みと痛みが背中から移動していることを澪に訴える。
演 - 内藤トモヤ（第2話・SP2025）
澪の担当入院患者。澪がおむつ交換に使ったお湯の温度が高く、熱い思いをする。
演 - 堀内充治
澪の担当患者。体が重く椅子から立たせるだけでも難儀する。
佐藤洋子
演 - しのへけい子
インスリン注射のやり方がよくわからない患者。
小池奈央
演 - あやかんぬ（第9話）
入院患者。インスタに上げる写真撮影を頼むだけのためにナースコールを押す。大河と澪が付き合っているという噂を耳にし、お互いなんて呼び合っているのかと質す（第9話）。
長谷川
演 - 勢登健雄（第3話・第4話）
星嶺医科大学病院・医師。火神教授の回診に同行する。
麻酔科医
演 - 久保田武人（第6話・第8話・第9話）
星嶺医科大学病院・麻酔科医。早乙女の手術を担当する。

##### 第2話
高梨萌（たかなし もえ）
演 - 恒松祐里
超わがままなインフルエンサーである人気ライバー。通称「なしもえ」。ステージ1の膵臓癌を患っている。
記者
演 - 西ノ園達大（第9話・最終話）
星嶺医大の心肺同時移植手術の報告会見に出席した「週刊スクープ」の記者。竜崎の「なしもえ」への対応はドクターハラスメントではないかと質す。病院のロビーで玉野早苗が大河に詰め寄っているのを目撃し、事情を知ってそうな猿田に接近し（第9話）、大河のスキャンダル記事を出す（最終話）。
看護師
演 - 小関千尋（第4話）
点滴のセットに苦労していると「一度、側管を開けてシリンジで引いたら、気泡を逃がせる」と澪からアドバイスを受ける。
高畑
演 - 国枝量平
澪のおかげで命を救われたと早乙女が感謝してたと話す。
社長
演 - 村手龍太
高梨萌がかつて所属していた芸能事務所の社長。売れないタレントを置いておくほど余裕はない、と彼女をクビにする。

##### 第3話
内藤雄二（ないとう ゆうじ）
演 - 戸塚純貴
相馬の大学時代の友人。急に人が変わったように大声を出したのに、その記憶がない様子を見て、澪が病院での診断を勧める。当初は脳炎と診断されたが、詳しい検査で「シムネス」だと判明する。
伊織（いおり）
演 - 浅川梨奈
内藤と2年前に別れた元恋人。
桜庭晃（さくらば のぼる）
演 - 和田聰宏（第9話）
澪と唯の父親。かつて火神と同じ大学病院で働く後輩でライバルだった。
先輩
演 - 井上尚、松川尚瑠輝
内藤の勤務先「BGイベント社」での先輩社員。優秀な彼に嫉妬し、企画にいちいちイチャモンを付けた。
演 - 初鹿史弥
同先輩社員。会議で大声を出して暴れてめまいを起こした内藤を取り押さえる。
院長
演 - 津村和幸
澪の医師時代の勤務先「多摩中央総合病院」の院長。彼女をスカウトに来た火神と引き合わせる。
上司
演 - 水野淳之（最終話）
唯の勤める新聞社での上司。リンパ浮腫になった彼女に「その脚では取材は厳しいでしょう」と異動を示唆する。

##### 第4話
辰巳浩二
演 - やべきょうすけ（第5話・第6話）
半グレ集団のリーダーで、特殊詐欺や違法ドラッグなどあらゆる犯罪に手を染め、場合によっては殺人すらいとわない危険人物。唯は亡くなる直前まで彼のことを取材していた。
山口
演 - 外海多伽子
入院患者。MRI検査の注意事項で毎回同じ話をされることにうんざりしている。
患者
演 - 柳澤有毅
澪の担当するリハビリ患者。「痛みはどうですか」と尋ねることで具体的な症状を聞き出す。
演 - 伊木輔
相馬が「膝痛いですか？」と尋ねる担当リハビリ患者。
医者
演 - 斉藤佑介、米村拓彰
大河が完全大血管転位症に対するジャテーン手術を28歳で成功。それは玲香が成功した30歳より早いと話している。
助手
演 - 日下部千太郎（第5話・第8話）
火神郁男が研究する「オームス（outside operated Higami cell machine system）」適応試験を行う助手。
被験者
演 - 豊田豪
「オームス」適応訓練実験の被験者。
店員
演 - 半田浩平
澪と大河が訪れたカレーフェア実施中のファミレスの店員。
ケイタ、女性
演 - 宮野翼、浜崎香帆
ファミレスの客。ケイタがピーナッツアレルギーのアナフィラキシーショックを起こし倒れた。
救急隊員
演 - 木村忍
ファミレスに駆け付けた神奈川東救急隊の隊員。
新しい学校のリーダーズ
演 - 新しい学校のリーダーズ
一世を風靡している女性アイドルグループ。ツアーライブでライブ会場を訪問して代表曲であるオトナブルーを歌い、そのライブを大河と澪が鑑賞した。

##### 第5話
患者
演 - ジャンボたかお（レインボー）
部下が全然お見舞いにこないと澪に相談する入院患者。
清水
演 - 松角洋平
辰巳浩二の部下。
佐々木
演 - 世志男
如月総合病院の医師。以前、大河が外国にいた頃に世話になったという。先天性胆道閉鎖症の辰巳の娘に施した肝門部空腸吻合術に失敗し、その筋の人間から脅されていたため、大河に助けを求めた。
被験者
演 - みなもとらい
「オームス」適応訓練試験の被験者。
助手
演 - 若林秀敏
大河が執刀した辰巳浩二の肝左葉外側区域切除手術の助手。摘出した肝臓のかん流をしようとしたところ、誤って手を怪我してしまう。
店員
演 - 姫澤めぐ
大河の尾行に失敗した澪が入店したファミレスの店員。偶然そこで食事していた猿田とも遭遇する。

##### 第6話
片岡照希（かたおか てるき）
演 - 兵頭功海
晴美の息子。星嶺医大の学生。食堂のメニューが読めない失読症の症状を示したことから澪は検査を勧め、海綿状血管腫と診断され手術を受ける。
島倉とその娘
演 - 鈴樹志保、紫藤るい
晴美に感謝を伝え退院する患者と娘。
智里
演 - 江藤萌生
彼氏がお見舞いに来るのに化粧も出来ず髪もボサボサだと晴美に相談する入院患者。
田所、患者
演 - 藤原邦章、加瀬澤拓未
誰よりも早く出勤する晴美のことを気遣う入院患者。
言語聴覚士
演 - 小林千里
片岡照希の手術を担当する。

##### 第7話
有川香澄
演 - 上坂樹里
交通事故で下腿骨を骨折し星嶺医大病院に入院した高校生。心を閉ざしており、相馬と澪のことは完全無視するものの、なぜか夏芽にだけは心を許す。
山口理沙
演 - 瑞生桜子
夏芽がかつて経理社員として勤めていた製薬会社「ソラノ製薬」の同僚。夏芽は彼女を親友だと思っていたが、実は理沙は裏で会社のカネを横領していた。
上司
演 - 西将輝
「ソラノ製薬」の夏芽の上司。理沙とデキており、横領も二人でやっていた。夏芽に気付かれたことで、逆に彼女が横領していたかのように書類を改ざんし、容疑を着せて会社から追い出した。
見奈、友紀
演 - 八木響生、庵原涼香
香澄の通う高校のクラスメイトでスクールカーストの1軍女子。香澄が陰口に意見したことで、逆に彼女をハブるようになる。
茜
演 - 宮部のぞみ
香澄のお見舞いに病院にやってきたクラスメイト。

##### 第8話
玉野小夜子
演 - 永瀬ゆずな（第9話・最終話）
虫垂炎で入院した患者。かつて大河が育った児童養護施設「羽ばたき園」で生活している。手術をすれば助かるのだが、母親の同意がなぜか得られない。
玉野早苗
演 - 小野ゆり子（第9話・最終話）
小夜子の母。若くして子を授かったが、そのせいで親と断絶。夫にも去られ、すべての原因は娘にあると育児放棄をしている。
被験者
演 - 城野マサト
「オームス」適応訓練試験の被験者。

##### 第9話
患者
演 - 寺井義貴（役名：鈴木）
「いつから大河と付き合ってるのか」としつこく澪に質問する。
演 - 宮咲久美子
大河と澪のどっちから付き合おうと言ったのか聞き出そうする。
演 - 森脇里奈
大河とどこでデートしてるのかと澪に尋ねる。

##### 最終話
院長
演 - 本田清澄
星嶺医科大学附属病院・院長。
女性
演 - 川越たまき
負傷した早苗と小夜子の搬送先、奥村医院の女性。医師は往診中だと告げるが、大河は自分が手術するのでやらせて欲しいと頼み込む。
早苗の彼氏
演 - 小川翔
こっぴどく早苗を振ったことで、彼女は自暴自棄になってしまう。
助手たち
演 - Leigh Carmichael、MIRA
大河が転職した海外の病院で手術のサポートをする。

##### SP 2025
大須賀学
演 - 吉田鋼太郎
偏屈でわがままなクセ強のVIP患者。製薬会社「パナシアルケミ製薬」の専務。
澤村舞華
演 - 原菜乃華
シムネスに冒され入院してきた若い患者。
茂木直人
演 - 山田純大
大須賀学の代理人弁護士。
滝沢孔明
演 - コッセこういち
火神細胞の謎を追っていたルポライター。バイクの事故で亡くなる。
看護師
演 - 古田愛理、原つむぎ（役名；神田陽花里）
星嶺医科大学附属病院の新人ナース。
患者
演 - よしのよしこ
虎徹と大河が同僚だった頃、大河が執刀した患者。
母
演 - 高久りつ
虎徹の母。火神細胞によって救われた。
助手
演 - 松村泰一郎
手術助手。
Mrs. GREEN APPLE
演 - Mrs. GREEN APPLE
舞華がファンのバンド。澪と共にライブを観に行く。

#### スタッフ
- 原作 - 知念実希人『となりのナースエイド』（角川文庫）[3]
- 脚本 - オークラ[3]
- 演出 - 内田秀実[3]、今和紀（泉放送制作）[3]、苗代祐史
- 音楽 - 井筒昭雄[3]
- 主題歌 - Awesome City Club「ヒカリ」（cutting edge）[19]
- 医療監修 - 新村核[94]
- 看護指導 - 石田喜代美
- 手術指導 - 杉本真樹（帝京大学冲永総合研究所）
- ナースエイド監修 - 伊東都、角頼三保子
- VFX - 田中貴志
- LED Screen Process スーパーバイザー - 大屋哲男
- 特殊造形 - 松井祐一
- OPタイトル - ニイルセン
- アクションコーディネーター - 劔持誠
- チーフプロデューサー - 松本京子[3]
- プロデューサー - 藤森真実[3]、藤村直人[3]、森雅弘[3]、白石香織（AX-ON）[3]、島﨑敏樹（泉放送制作）[3]
- 制作協力 - AX-ON、泉放送制作
- 製作著作 - 日本テレビ

### 放送日程

#### 連続ドラマ（2024年）
| 話数                                                                        | 放送日  | サブタイトル                               | ラテ欄                                                                   | 演出     | 視聴率 |
| --------------------------------------------------------------------------- | ------- | ------------------------------------------ | ------------------------------------------------------------------------ | -------- | ------ |
| 第1話                                                                       | 1月10日 | くせ者ナースエイド誕生!                    | 全員クセ強いキャラだらけの病院ドラマ!! しかし… 想定外の裏が…             | 内田秀実 | 8.6%   |
| 第2話                                                                       | 1月17日 | モンスターナースエイドVS超ワガママVIP患者! | 超ワガママ患者VSクセ強い病院チームの騒動… 前向きバカ主人公の過去         | 内田秀実 | 8.8%   |
| 第3話                                                                       | 1月24日 | 明かされる衝撃の過去                       | 前向きバカ主人公の過去と真の姿が… 本当に急展開!! 新たな物語が動く        | 今和紀   | 7.8%   |
| 第4話                                                                       | 1月31日 | 新たなクセ強キャラ現る!                    | 主人公敵視する美人クセ強キャラ登場で大波乱!! 姉の死にも新事実が…         | 今和紀   | 7.1%   |
| 第5話                                                                       | 2月07日 | 衝撃!大河の裏の顔                          | 天才外科医に裏の顔!? 姉の死に関与? 主人公と亀裂… 物語は急速に動く        | 内田秀実 | 7.5%   |
| 第6話                                                                       | 2月14日 | 消えない大河への疑惑と加速する謎           | クセ強キャラ達の別の顔が動き出す… 姉の死に関わる衝撃的人物が発覚         | 内田秀実 | 8.0%   |
| 第7話                                                                       | 2月21日 | 急展開!クセ強キャラたちの裏の顔            | 超意外な人物が裏切り者でした… 衝撃急展開!! 相性最悪の外科医VS刑事        | 今和紀   | 7.2%   |
| 第8話                                                                       | 2月28日 | 明かされる大河の過去                       | 姉を殺した犯人がついに! 主人公が病院に呼ばれた真の理由 天才外科医の過去… | 苗代祐史 | 7.0%   |
| 第9話                                                                       | 3月06日 | 犯人は誰?姉の死の真相                      | 試練続く最終章 姉の死に父の秘密が絡む… 外科医は医師免許はく奪危機        | 内田秀実 | 7.7%   |
| 最終話                                                                      | 3月13日 | それぞれの決断                             | 姉の死の真相から波乱の最終話へ! 最後に試練の主人公と外科医が選ぶ未来は   | 内田秀実 | 7.7%   |
| 平均視聴率 7.7%（視聴率はビデオリサーチ調べ、関東地区・世帯・リアルタイム） |         |                                            |                                                                          |          |        |

#### スペシャルドラマ（2025年）
| 放送日                                                       | サブタイトル                    | 演出     | 平均世帯 視聴率 |
| ------------------------------------------------------------ | ------------------------------- | -------- | --------------- |
| 2025年1月11日                                                | 復活!となりのナースエイドSP2025 | 内田秀実 | 7.2%            |
| （視聴率はビデオリサーチ調べ、関東地区・世帯・リアルタイム） |                                 |          |                 |

### Huluオリジナルストーリー
第8話の放送後、Huluにてオリジナルストーリー『個室のナースエイド』を放送中。全3話。

#### キャスト
- 相馬 - 矢本悠馬
- 夏芽 - 吉住
- 明菜 - 織田梨沙
- ちえみ - あかせあかり
- 晴美 - 水野美紀
- 猿田 - 小手伸也

#### ゲスト

##### 第1話
- アンミカ（患者） - 本人役[98]

##### 第2話
- 甘井翔太（患者） - 蒼井翔太[98]

| 日本テレビ系 水曜ドラマ                      | 日本テレビ系 水曜ドラマ                                                         | 日本テレビ系 水曜ドラマ                                                        |
| 前番組                                       | 番組名                                                                          | 次番組                                                                         |
| -------------------------------------------- | ------------------------------------------------------------------------------- | ------------------------------------------------------------------------------ |
| コタツがない家 （2023年10月18日 - 12月20日） | となりのナースエイド （2024年1月10日 - 3月13日） - 【この作品をもって一旦廃枠】 | 恋は闇 （2025年4月16日 - 6月18日） - 【再び連続ドラマ枠】                      |
| 日本テレビ系 水曜22時                        |                                                                                 |                                                                                |
| コタツがない家 （2023年10月18日 - 12月20日） | となりのナースエイド （2024年1月10日 - 3月13日） - 【ここまで水曜ドラマ枠】     | 世界頂グルメ （2024年4月17日 - 2025年3月26日 ） - 【ここからバラエティ番組枠】 |
| 日本テレビ系 連続ドラマ枠                    |                                                                                 |                                                                                |
| コタツがない家 （2023年10月18日 - 12月20日） | となりのナースエイド （2024年1月10日 - 3月13日） - 【ここまで水曜22時枠】       | 花咲舞が黙ってない （2024年4月13日 - 6月15日） - 【ここから土ドラ9枠】         |